# 农历七月
農曆七月，俗稱鬼月，為农历一年的第七個月份（如果該年並無閏月），在中國是秋季最炎热的時候，孟秋，兰月，建申之月（猴月），律中夷则，以处暑为中气。又稱巧月、瓜月。
在日本稱呼農曆七月為「文月」，有「寫文披掛」、「稻子含穗」等意思。

## 歷史由來
- 《禮記》中，七月是修築城池的時機，一直到明代都不存在整個月充滿禁忌的鬼月。[2]
- 在佛教中，循印度習俗，以七月十五日為盂蘭盆節。据《佛祖统纪》记载，梁武帝始设坛举行盂兰盆法会[3][4]，以报答父母、祖先恩德[5]。佛教以農曆七月十五日為僧人解夏日，因為僧人在修過三個月的結夏安居用功修行後，德行增長，因此民眾可在七月十五日用上妙百味盆供僧人，可得無量功德，用以超渡身處惡道的七世父母。因此，此月又被於佛教信仰者普遍被視作吉祥或盡孝之月，稱為「吉祥月、孝道月、歡喜月、感恩月、教孝月」。
- 到了宋代的三教合流的中元節，祭拜期間延長。《東京夢華錄》：「（中元）先數日，市井賣冥器靴鞋、金犀假帶、五綵衣服。……及印賣《尊勝目蓮經》……構肆樂人，自過七夕，便般目連救母雜劇，直至十五日止。」
- 閩南、臺灣一帶將農曆七月称「鬼月」，流傳七月初一「鬼门开」、七月三十为「鬼门关」，期间初一、十五及三十，以丰盛菜肴祭无主孤魂。[6]在这个月中闽南人不婚嫁、不祝寿、不乔迁、不办各种喜庆之事，惟恐将孤魂野鬼引进门[7][8]。林再復認為鬼月之稱來自閩南。[9]

### 民間說法
- 鬼月習俗傳說源自明太祖；根據臺灣亞洲大學臺灣民俗館副館長顏榮豐：明太祖朱元璋篤信風水，為了專有七月，不使民間與皇族共用吉日吉時祭祀，於是派人假冒道士賣符，謠傳七月乃不祥之「鬼月」。傳說帝王往生後予以暫厝選擇七月吉時下葬。顏榮豐說七月為「申」月，取其在田有「上得天時，下得地利」，故為「申」是大吉之月，故勘輿家有古來天子七月葬之訣。[10][11]

- 另有說法，鬼月是來自商曆七月。清朝時所流傳堪輿師蔣大鴻的口訣《天元五歌》：「古來天子七月喪，士庶踰月禮不曠。」，認為諸月中以陰曆七月最吉，認為乃天子下葬之良月，故《禮記》中「天子崩七月而葬，五重八翣；諸侯五月而葬，三重六翣；大夫三月而葬，再重四翣。」但此「七月」為「七個月」，而非商曆七月，乃規範周朝封建體制下，天子、諸侯及士大夫等階級之停葬時間。而且依《明實錄》和夏燮的《明通鑑》，明朝皇帝葬時幾乎不在七月，如下表。

| 明朝皇帝 | 葬期                         |
| -------- | ---------------------------- |
| 明太祖   | 洪武三十一年閏五月辛卯葬孝陵 |
| 明成祖   | 永樂二十二年十二月庚申葬長陵 |
| 明仁宗   | 洪熙元年九月壬寅葬獻陵       |
| 明宣宗   | 宣德十年六月辛酉葬景陵       |
| 明英宗   | 天順八年五月庚申葬裕陵       |
| 明憲宗   | 成化二十三年十二月壬午葬茂陵 |
| 明孝宗   | 弘治十八年十月庚午葬泰陵     |
| 明武宗   | 正德十六年九月庚午葬康陵     |
| 明世宗   | 隆慶元年三月壬申葬永陵       |
| 明穆宗   | 隆慶六年九月壬寅葬昭陵       |
| 明神宗   | 萬曆四十八年十月丙午葬定陵   |
| 明光宗   | 天啟元年九月壬寅葬慶陵       |
| 明熹宗   | 崇禎元年三月乙巳葬德陵       |

## 主要节日
- 中元普渡公聖誕千秋，整個七月
- 七月初一，開鬼門
- 七月初七，七夕，七星娘娘聖誕
- 七月十三，大勢至菩薩聖誕
- 七月十五，中元節，盂蘭盆節，中元地官大帝聖誕
- 七月十八，王母娘娘聖誕
- 七月十九，太歲星君聖誕
- 七月二十，義民節祭典
- 七月廿九或七月三十，地藏王菩薩聖誕，關鬼門

## 相關
- 中元節與盂蘭盆節

## 延伸阅读
[在维基数据编辑]
 《欽定古今圖書集成·曆象彙編·歲功典·孟秋部》，出自陈梦雷《古今圖書集成》